# Karel Cejp
Karel Cejp (22 de fevereiro de 1900 – Rokycany, 1979) foi um botânico e micólogo nascido na Tchecoslováquia.